# 天主教吉林教区
天主教吉林教區（拉丁語：Dioecesis Chilinensis）是天主教在中國東北吉林省中部設立的一個教區，屬於满洲教省。

## 概況
1946年4月11日，聖座在中國設立聖統制，吉林宗座代牧區升格為吉林教區，屬於满洲教省。
1950年，吉林教區信徒人數為35,000人、27個堂區、33位司鐸和223位修女。教座位於吉林省長春市南關區東四道街106號的聖德肋撒主教座堂，而吉林市的吉林耶穌聖心堂是舊主教座堂。現時，教區處於教座出缺狀態。

## 历史
1898年5月10日，聖座把遼東滿洲宗座代牧區一分為二，成立南滿宗座代牧區和北滿宗座代牧區。北滿宗座代牧區由巴黎外方傳教會負責管理，教座設在吉林，管轄吉林省及黑龍江省南部，藍祿葉主教出任首任宗座代牧。1900年在庚子之亂期間，吉林耶穌聖心主教座堂被义和团烧毁。藍主教被迫逃往哈爾濱，再經俄羅斯帝國海參崴到達日本長崎。八國聯軍之役後，他經上海返回吉林，重建傳教區。1903年，主禮祝福重建後的耶穌聖心主教座堂，且晉鐸首位中國本土神父。其後，瑪利亞方濟各傳教修會修女在宗座代牧區內協助從事醫院工作。他們先後在哈爾濱開詖醫院及學校。1910年，宗座代牧區有25名外籍傳教士及8名中國于本地司鐸、信徒19,350人、21座教堂和66座小教堂、74所男校和49所女校、9所孤兒院及135位本地修女。
1920年，聖座將合江省依蘭道及吉林省東部的延吉、牡丹江一帶地區從北滿宗座代牧區劃出，轉歸屬日治朝鮮元山宗座代牧區管轄，及後分別成為延吉宗座監牧區和佳木斯自治傳教區。1921年，宗座代牧區有約22,000名信徒、17位外籍傳教士及16位中國于本地司鐸、12位修生、9位瑪利亞方濟各傳教修會修女及115位修女。1924年12月3日，北滿宗座代牧區以教座所在地方更名為吉林宗座代牧區。1928年7月9日，聖座從吉林宗座代牧區和熱河宗座代牧區劃出黑龍江省西南部的齊齊哈爾等地，設立齊齊哈爾自治傳教區。
1931年9月18日日本關東軍發動九一八事變，翌日佔領長春。1932年3月，溥儀在日本關東軍輔助下建立滿洲國，且定都及把長春改名為新京，但仍准許外籍神父繼續在當地傳教及服務。滿洲國成立後多國拒絕承認，而聖座也同樣拒絕與滿洲國建立外交關係。但是，由於滿洲國威脅要將天主教學校國有化，並禁止國內的十個傳教區及神父與中國傳教區聯繫。聖座傳信部便委派時任吉林宗座代牧高德惠主教為天主教滿洲傳教團與聖座駐滿洲政府臨時代表，以東北諸教區長名義維持與普世教會的聯繫。
1945年8月15日日本昭和天皇宣佈投降，溥儀宣讀退位及滿洲國滅亡，中華民國從蘇聯紅軍接收長春。1946年4月11日，聖座將吉林宗座代牧區升格為吉林教區，屬於满洲教省，高德惠主教繼續出任教區正權主教。1948年10月19日長春圍困戰後，長春被東北人民解放軍佔領。中共建政前，該教區有大小聖堂109間，當時信徒人數約爲35,000人，教區管轄面積爲163,000平方公里。
1949年10月1日，中國共產黨在中國大陸地區建立中華人民共和國，並開始針對天主教進行宗教迫害及打壓，教會已經無法正常功能。1951年，高德惠主教及其他外籍傳教士先後被捕，並被中國政府驅逐出境，而需要由中國本地神父繼續管理教區內的教務。
1959年，由中國政府控制的組織中國天主教友愛國會未經聖座准許，擅自將吉林省內的延吉教區、四平街教區及林東宗座監牧區的西部管轄區併入吉林教區。同5月31日，愛國會自選自聖王維民為吉林教區主教。
1966年至1979年文化大革命期間，宗座監牧區的所有宗教活動停止。1980年代初，教區逐步恢復宗教活動。當時有13位司鐸和約10,000位信徒，由司鐸巡迥不同堂區進行牧民工作。其後，中國天主教愛國會先後自選自聖劉殿墀、李雪松及张翰民為吉林教區主教。1994年非法主教李雪松去世後，教區長嚴太俊神父將教座從吉林市遷至省會長春的聖德肋撒堂成為主教座堂。2002年8月22日，吉林教區所屬的3位修女發永願。2008年，張翰民獲時任教宗本篤十六世寬恕及認可為吉林教區正權主教。2009年，吉林教區有60位神父，約70,000位信徒。
2022年吉林省爆發新型冠狀病毒疫情，進德公益善從全國各地捐獻轉交吉林教區為社區緊急採購防疫物資，再綞由吉林神哲學院分發到堂區，轉贈社區以協助當地抗疫。

## 教堂及朝圣地
- 吉林耶穌聖心堂

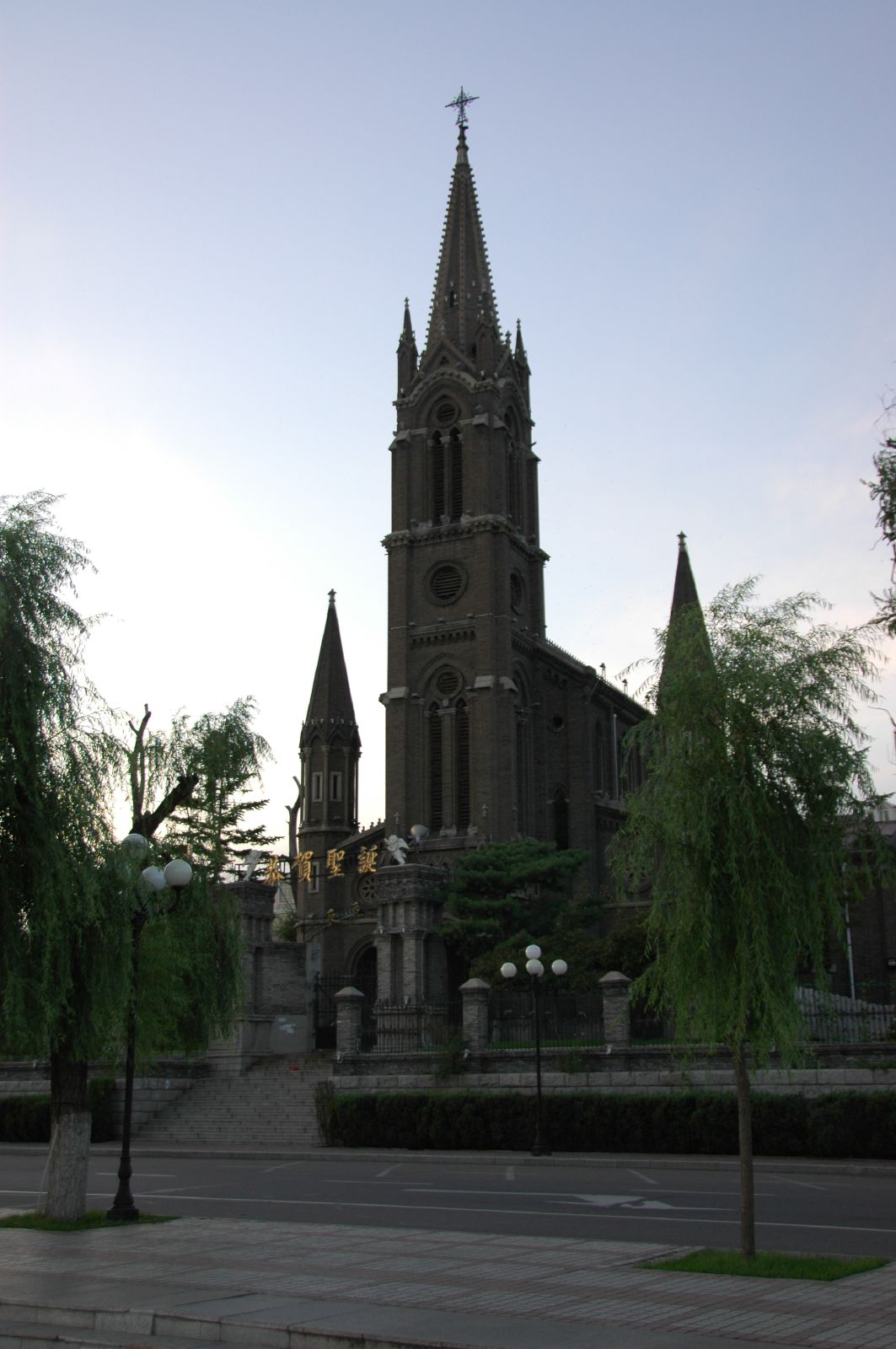
吉林教區的舊主教座堂耶穌聖心堂

吉林耶稣聖心堂是吉林教區的舊主教座堂，位於吉林市船營區松江中路3號。教堂建於1926年，由法國的天主教徒募集捐款興建的哥德式建築主教座堂。文化大革命期間被破壞，1980年代修復及重新舉行宗教活動。1994年，吉林教區教區長嚴太俊神父將教座遷至吉林省省會長春的聖德肋撒堂成為主教座堂。
- 吉林路德圣母山

吉林露德聖母山位於松花江畔華山路206號，是東北地區的聖母朝聖地，又名吉林路德聖母堂。於1920年，由巴黎外方傳教會會士古若瑟神父買下48,000餘平方米山地興建。露德聖母山由聖母岩洞和哥特式教堂組成。山坡下設有教會墓地和吉林教區神哲學院。文化大革命期間被破壞，1980年代修復及重新舉行宗教活動。

## 历任教长

### 北滿宗座代牧
- 藍祿葉主教, M.E.P.（1898年5月16日-1923年2月17日）：法國籍[11]
  - 助理宗座代牧高德惠主教, M.E.P.（1920年12月20日-1923年2月17日）：法國籍
- 高德惠主教, M.E.P.（1923年2月17日-1924年12月3日）：法國籍[12]

### 吉林宗座代牧
- 高德惠主教, M.E.P.（1924年12月3日-1946年4月11日）：法國籍，傳信部任命為天主教滿洲傳教團與聖座駐滿洲政府臨時代表
  - 助理宗座代牧惠化民主教, M.E.P.（1939年7月11日-1945年11月16日）：法國籍，1945年當選成為巴黎外方傳教會總會長。[13][14]

### 吉林主教
- 高德惠主教, M.E.P.（1946年4月11日-1952年10月21日）：法國籍
- 教座出缺（1952年-1999年）
  - 宗座署理皮耶·杜哈特神父, M.E.P.（1952年-1963年8月16日）：法國籍[15]
  - 王維民神父（1959年5月31日-1981年）：1959年自選自聖，未獲教宗認可。[16]
  - 劉殿墀神父（1982年10月10日-1985年4月4日）：1982年自選自聖，未獲教宗認可。[17]
  - 李雪松神父（1985年9月22日-1994年5月20日）：1985年自選自聖，未獲教宗認可。[18][19]
- 张翰民主教（1999年5月9日-2009年7月19日）：1999年自選自聖，2008年獲教宗寬恕及認可。[20][21][22]